# Rosenbergs bruk
Rosenbergs bruk, tidigare Skogstorps bruk, var ett järnmetallmanufaktur vid Skogstorp. Det låg på västra sidan av Hyndevadsån vid den som senare kallades Rosenforsen i Skogstorp.
Verksamheten grundades som Skogstorps bruk under slutet av 1500-talet. Hillebardsmeden Jöns Påfvelsson drev från omkring 1596 en vapensmedja på Skogstorps hemman.
På 1600-talet fanns flera hammmarsmedjor utmed ån mellan Hyndevadfallet och Rosenforsen.
På 1700-talet ägdes bruket av ägaren till säteriet Lagersberg, Conrad Gustaf von Siegroth (1694–1762), som döpte om det till Rosenbergs bruk. Den närliggande forsen i Hyndevadsån fick samtidigt namnet Rosenfors.
Bruket lades ned 1843 av Birger Fredrik Rothoff den yngre (född 1789), dåvarande ägare till Lagersbergs säteri. Marken där bruket låg såldes ungefär 1906 till Eskilstuna Stålpressnings AB, som 1908 anlade ett varmvalsverk där. År 1970 flyttade hela företagets verksamhet dit från Eskilstuna centrum. Tillverkning av separatorer bedrivs fortfarande i Skogstorp av samma företag, numera under namnet Alfa Laval Tumba AB Manufacturing Eskilstuna.